# کوله‌کول
کوله‌کول (انگلیسی: Kullekul) یک شهرک در شهرستان بلاگووارسکی باشقیرستان کشور روسیه است.